# Geopotentiële hoogte

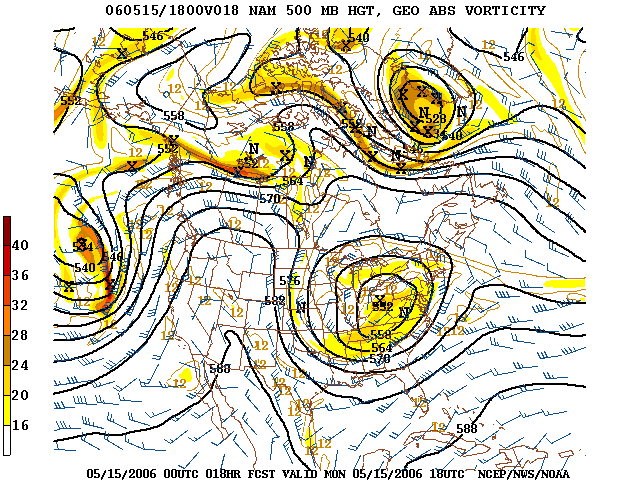
Kaart met aanduiding van enige geopotentiële hoogten.

De geopotentiële hoogte is de loodrechte afstand van de waarneming in de atmosfeer ten opzichte van het aardoppervlak (meer in het bijzonder het gemiddelde zeeniveau) gecorrigeerd voor de geopotentiaal. De geopotentiële hoogte kan dus ook worden omschreven als "de hoogte gecorrigeerd voor de zwaartekracht". 

## Beschrijving
Op een hoogte {\displaystyle h} kan de geopotentiaal worden omschreven als:
{\displaystyle \Phi =\int _{0}^{h}g(\phi ,z)\,dz}
waarbij {\displaystyle g(\phi ,z)} de versnelling als gevolg van de zwaartekracht, {\displaystyle \phi } de breedtegraad en {\displaystyle z} de geometrische hoogte is. Deze vergelijking drukt met andere woorden de gravitationele potentiële energie per massa-eenheid op een bepaalde hoogte uit. De geopotentiële hoogte wordt dan berekend aan de hand van de vergelijking
{\displaystyle Z_{g}={\frac {\Phi }{g_{0}}}}
waarbij {\displaystyle g_{0}} de standaardwaarde van de zwaartekracht op gemiddeld zeeniveau is.

## Toepassingen
In de geofysica en het Global Positioning System wordt vaker gebruikgemaakt van de geopotentiële hoogte dan van de geometrische hoogte, omdat bepaalde berekeningen hierdoor nauwkeuriger worden. De primitieve vergelijkingen die bij het voorspellen van het weer moeten worden opgelost worden hierdoor bijvoorbeeld beter uitgedrukt, doordat de middelpuntvliedende kracht en de moeilijk te meten dichtheid van lucht niet als parameters in de vergelijkingen worden opgenomen. Met behulp van de geopotentiële hoogte kan ook de geostrofische wind worden berekend.  